# Dichotomius semiaeneus
Dichotomius semiaeneus là một loài bọ cánh cứng trong họ Bọ hung (Scarabaeidae).